# Happy Valley (Cantón)
Happy Valley (español: Valle Feliz; chino simplificado: 太阳新天地购物中心; chino tradicional: 太陽新天地購物中心, pinyin : Taiyang Xintiandi) es un centro comercial situado en Zhujiang New Town del distrito Tianhe, Guangzhou, China.

## Visión general
El centro comercial Happy Valley, construido en 2012, tiene 150.000 metros cuadrados de superficies, convirtiéndose en el centro comercial más grande en Zhujiang Ciudad Nueva. Fue diseñado por Altoon-Partners y Benoy Ltd. El centro comercial es gestionado por el Paragon Group (Guangzhou).
En el centro comercial Happy Valley hay numerosas tiendas de multinacionales como Clase Cavalli de Roberto Cavalli, Maxvalu Tokai, Uniqlo, Muji, H&M, Dirk Bikkembergs. En Happy Valley también se encuentra la sede emblemática de Guangzhou de China Film Cinema.
Los nombres en inglés y chino no son relacionados : el nombre chino es 太陽新天地購物中心, que se traduce literalmente en español como “Centro comercial Plaza del Sol”.
Ubicación y accesibilidad
Happy Valley está situado en 36 Ma Chang Road, Guangzhou. Tiene 1.200 plazas de aparcamiento y la ubicación es de alta accesibilidad a través de cualquier medio de transporte público. Hay una parada de autobús justo delante del centro comercial, y la estación Tancun de la Línea 5 del Metro de Cantón también está cercana.

## Localización y accesibilidad
A corta distancia a pie de Happy Valley están varias propiedades residenciales de lujo, como The Canton Place, Guangzhou Yitong Mansion y los Yu Feng Park Tower. El centro comercial también está al lado de espacio de oficinas de prestigio, incluyendo la China Unicom Square, la GRC Cooperative Union y el Fuli Kexun Building. El Guangzhou International Finance Center está a sólo diez minutos en coche.
Se encuentra en la proximidad de Zhujiang Park, así como Guangzhou Jockey Club y el "72 Golf" Golf Driving Range. Universidad Jinan (la primera universidad en China en reclutar estudiantes extranjeros, y también la universidad con el mayor número de estudiantes internacionales) está ubicado al otro lado de la Avenida de Huangpu. 
El centro comercial está también en las cercanías de unos de los hoteles líderes y apartamentos con servicios tales como The Vanburgh Hotel, The Jockey Club Hotel, Hotel W, The Guangzhou Ritz-Carlton Hotel y los apartamentos Ascott IFC de The Ascott Ltd.

## Historia
10 de enero de 2012: Construcción terminada
28 de septiembre de 2012: Gran Apertura
28 de septiembre de 2012 - 7 de octubre de 2012: Exposición de Motor de Harley Davidson
29 de septiembre de 2012 - 31 de octubre de 2012: Festival de Taiwán
Noviembre de 2012: Mes de la Moda
18 de mayo de 2013: Sesión de Autógrafo del álbum de Stephy Qi
19 de mayo de 2013: Alcaldes asistieron al estreno de Cortometraje
29 de mayo de 2013: Estreno de la película “The Wedding Diary”
6 de junio de 2013 Estreno de la película “7 Assassins”
9 de junio de 2013 Sesión de Autógrafo del álbum "Coexistence" de Denise Ho
28 de julio de 2013 Sesión de Autógrafo del álbum "Blooming" de Charlene Choi
12 de agosto de 2013 Estreno de la película "Palace Lock Sinensis"
17 de agosto de 2013 Sesión de firma de álbum "Xposed" de Gloria Tang
23 de agosto de 2013 Exposición de Turismo y Cultura de Garuda Indonesia
15 de septiembre de 2013 Sesión de Autógrafo del álbum "Different Man" de Vanness Wu
19 de septiembre de 2013 Sesión de Autógrafo del libro "Flower Girl" de Liu Xin
26 - 27 de septiembre de 2013 Audición de "Miracle Dream Mill" en Guangzhou, organizada por Simon Yam
13 de octubre de 2013 1.º Aniversario del Centro Comercial Happy Valley, organizada por Chace Crawford